# Секиришће
Секиришће је насељено место у саставу општине Свети Криж Зачретје у Крапинско-загорској жупанији, Хрватска. До територијалне реорганизације у Хрватској налазило се у саставу старе општине Забок.

## Становништво
На попису становништва 2011. године, Секиришће је имало 392 становника.

## Попис1991.
На попису становништва 1991. године, насељено место Секиришће је имало 455 становника, следећег националног састава:
| Попис 1991.‍  | Попис 1991.‍  | Попис 1991.‍ | Попис 1991.‍ | Попис 1991.‍ |
| ------------ | ------------ | ----------- | ----------- | ----------- |
|              |              |             |             |             |
| Хрвати       | Хрвати       |             | 445         | 97,80%      |
| Чеси         | Чеси         |             | 1           | 0,21%       |
| неопредељени | неопредељени |             | 4           | 0,87%       |
| непознато    | непознато    |             | 5           | 1,09%       |
| укупно: 455  |              |             |             |             |